# East Sandwich
East Sandwich statisztikai település az USA Massachusetts államában, Barnstable megyében. Lakosainak száma 3669 fő (2020. április 1.).

## Népesség
A település népességének változása:

| 2010 | 3 940 |
| 2020 | 3 669 |